# Österreichisch-ungarische U-Boote (1909–1919)

Flagge der österreichischen Marine 1786 bis 1869 und der k.u.k. Kriegsmarine 1869 bis 1918

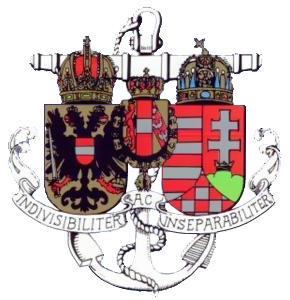
Wappen der k.u.k. Kriegsmarine 1915–1918

Die österreichisch-ungarischen U-Boote, welche die allgemein gebräuchliche Bezeichnung S.M. U.(„SM“ für „Seiner Majestät“, "U" für Unterseeboot, siehe Seiner Majestät Schiff) vor der Bootsnummer führten, waren in der Abteilung Unterseebootswesen ein Teil der k.u.k. Marine Österreich-Ungarns. Die annähernd gleichlautend bezeichneten U-Boote des Deutschen Kaiserreichs finden sich in dieser Liste.

## Geschichte

### Planung
Als Anfang des 20. Jahrhunderts verschiedene Nationen begannen, sich für U-Boote zu interessieren und in Fachkreisen mehr und mehr darüber gesprochen wurde, sah sich die Marineführung Österreich-Ungarns im Jahr 1904 damit konfrontiert, selbst Pläne zu machen, diese Waffengattung in ihre Marine zu integrieren. Dieses Interesse war allerdings nur von der Notwendigkeit beflügelt, dass andere Nation hier schon weiter fortgeschritten waren, nicht etwa davon, dass man überzeugt war, dass U-Boote einen besonderen Wert für die Marine hätten. Geplant waren solche Boote nur zur Verteidigung der eigenen Stützpunkte, wobei selbst diese Art der Verwendung von vielen Offizieren in Frage gestellt wurde. Ebenso waren die Werften nicht auf den Bau solcher Boote vorbereitet, welche auch zuerst nur als Tauchboote bezeichnet wurden. Insofern stieg Österreich-Ungarn etwas später als andere Nationen in den Bau solcher Boote ein.
Im März 1904 veranlasste der k. u. k. Schiffsbauingenieur Siegfried Popper, welcher Leiter der 1. Abteilung des marinetechnischen Komitees in Pola war, dass Entwürfe für Konstruktion und andere Spezifikationen zu erarbeiten waren. Eine Ausschreibung innerhalb der Monarchie zum Bau solcher Boote brachte keine Ergebnisse. Also entschloss man sich im Januar 1905, basierend auf ausländischen Plänen, solche Boote selbst zu bauen. Im Jahr 1906 entschied die Marineführung, je zwei Boote von bewährten ausländischen Herstellern zu bestellen. Der englische Rüstungskonzern Vickers hatte zu dieser Zeit Mehrheitsanteile an der Whitehead-Werft in Fiume, welche anbot, diese U-Boote zu bauen. Diese U-Boote waren auf ausländischen Plänen basierende Boote. Da noch keinerlei Infrastruktur für den Bau solche Boote im Inland existierte, zeigten sich heimische Werften, wie die Stabilimento Tecnico Triestino (STT) in Triest, wenig interessiert.

### Versuchs-U-Boote
Am 19. Juni 1906 wurde die Finanzierung von vier Versuchs-U-Booten mit dem U-Bootbauer Simon Lake vereinbart, der Kaufvertrag, welcher am 24. November 1906 abgeschlossen wurde, beinhaltete allerdings nur zwei Boote: U 1 und U 2. Somit war dies der erste Vertrag der k. u. k. Marine über den Bau von U-Booten. Beide Einhüllenboote wurden ab Juli 1907 in Pola unter dem englisch-amerikanischen Ingenieur William C. Foley zusammengebaut.
Die nächsten Versuchs-U-Boote U 3 und U 4 sollten von der Germaniawerft in Kiel gebaut werden und waren Zweihüllenboote französischer Bauart nach den Plänen von Maxime Laubeuf. Der Bauauftrag für diese Boote wurde am 12. März 1907 abgeschlossen, etwa fünf Monate später als für U1 und U 2. Am 20. August 1908 lief das erste U-Boot der k.u.k. Kriegsmarine, U 3, in Norddeutschland vom Stapel.
Die dritten Versuchs-U-Boote U 5 und U 6, nach den Entwürfen von John Philip Holland, wurden direkt bei der Whitehead-Werft in Fiume bestellt und gebaut. Der Vertrag zum Bau dieser Boote wurde ebenda am 3. Dezember 1907 unterzeichnet. Kiellegung dieser Boote war Anfang 1908, und der Stapellauf folgte im Februar und Juni 1909.
Aus diesen drei U-Boot-Typen wurde nach gründlicher Erprobung jener Typ ausgewählt, der sich am besten bewährt hatte. Alle Boote waren als Küstenboote für den Adriaraum gedacht.
Drei Jahre später, im Jahr 1912, umfasste die Flotte die U-Boote U 1 und U 2 (veraltete Lakeboote mit Benzinmotoren), U 3 und U 4 (Germaniaboote) sowie U 5 und U 6 (Hollandboote mit Benzinmotoren).

### Versuchsfahrten
Auf den täglichen Fahrten wurden den U-Booten gewisse Bereiche zugeteilt. Ein Boot fuhr im Rayon südlich von Pola bis Promontore, eines im Kanal von Fasana und das dritte U-Boot westlich der Brionischen Inseln. Wöchentlich wurden Übungen durchgeführt, in welchen die S.M.S. Gigant und die S.M.S. Spalato als Zielschiffe für den Torpedo-Beschuss benutzt wurden.
Der Umfang dieser Übungsfahrten war ausreichend, bis die Mannschaften und Stäbe geübt waren und die Kommandanten ihre Boote vollständig unter Kontrolle hatten. Bald jedoch war es notwendig, erweiterte Aktionen durchzuführen, um Erfahrung über das Leben an Bord der U-Boote und das Verhalten der Motoren zu sammeln. Diese verweigerte der Hafenadmiral allerdings. Nach langen Bitten wurde die Entsendung der Boote U 5 und U 6 in den Golf von Cattaro genehmigt. Diese Fahrt verlief erfolgreich und die Kommandanten nutzten jede Chance, Scheinangriffe auf vorbeifahrende Kriegsmarineeinheiten und Dampfschiffe durchzuführen.
Es fanden zwei kleinere Übungen in den Gewässern vor Lussin und im Quaranero statt, welche die Motivation bei den Offizieren und Mannschaften heben und das Vertrauen zu den Booten stärken konnten. Angriffsobjekte waren die S.M.S. Gigant in der ersten und die S.M.S. Herkules in der zweiten Übung.

### Neubauten

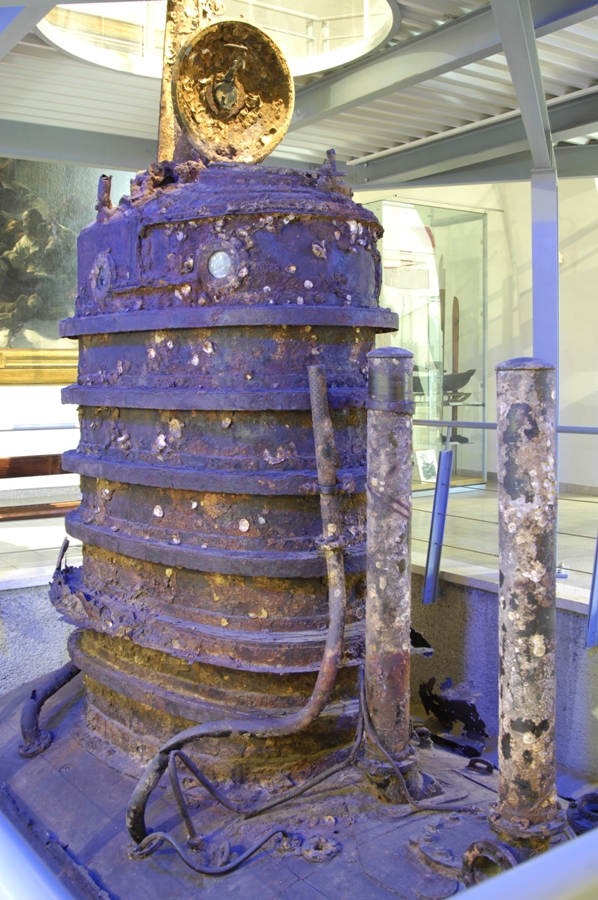
Turm des U-Bootes U 20, ausgestellt im HGM

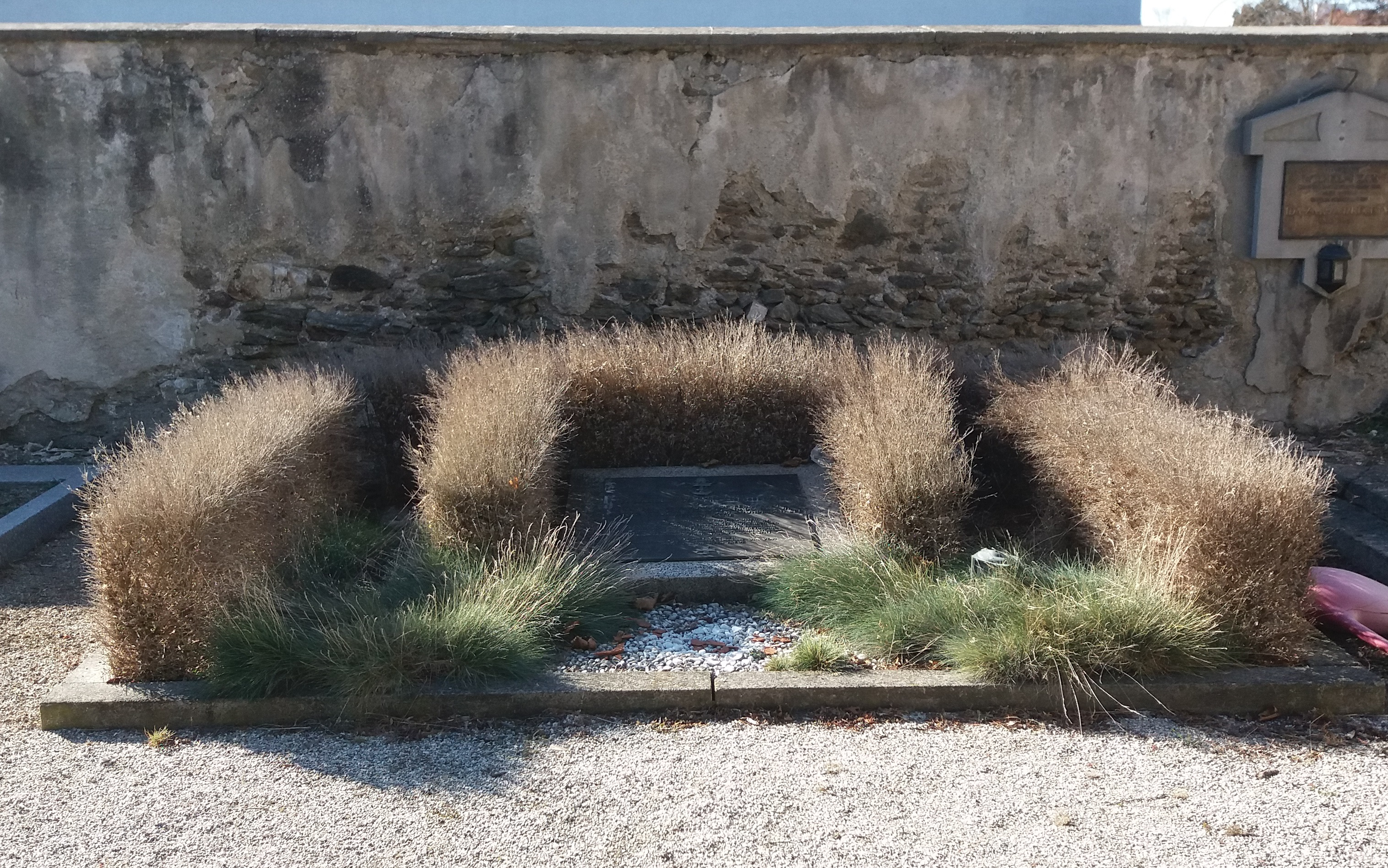
Grab der Besatzung des U-Bootes U 20 am Friedhof der Theresianischen Militärakademie

Im Jahr 1912 legten die Germaniawerft in Kiel und die Fabrik Whitehead in Fiume Projekte über den Neubau von 1000-t-Booten vor. Nach eingehendem Studium der Pläne auf Basis der Erfahrungen mit bisherigen Typen wurde ein Programm für Verbesserungen in puncto Geschwindigkeit, Anzahl der Torpedorohre sowie der Torpedos, Tiefenruder, Periskope sowie Belüftung aufgestellt. Nach Besprechungen mit den Unterseebootkommandanten wurden die Ergebnisse dieser Erkenntnisse der Marinesektion vorgelegt.
Nach mehreren Sitzungen im Marine-Technischen-Komitee und in der Marinesektion, an welchen Vertreter beider Werften teilnahmen, wurde beschlossen, weitere fünf U-Boote bei der Germaniawerft in Kiel zu bestellen. Diese U-Boote hatten den Vorteil, dass sie verlässlich und erprobt waren sowie einen um 8 % geringeren Preis als alle Konkurrenten hatten. Der Auftrag hierfür wurde am 1. Dezember 1913 erteilt und die U-Boote mit den Baunummern 203 bis 207 zwischen 1. November 1913 und 11. Februar 1914 auf Kiel gelegt.

## U-Boot-Stützpunkte
Im Jahr 1907 wurde damit begonnen, in Pola Personal für die neu entstehende U-Boot-Waffe zu rekrutieren. Linienschiffsleutnant Erich Heyssler meldete sich in diesem Jahr freiwillig hierfür. Mitte 1908 wurde er zum Leiter ernannt und erhielt den Befehl, mit Linienschiffsleutnant Emmerich Graf Thun und Hohenstein sowie Linienschiffsleutnant Lothar Leschanowsky, einem Maschinenbetriebsleiter, und sechs Unteroffizieren zur Germaniawerft in Kiel zu reisen. Als er im Dezember 1908 nach Pola zurückkehrte, unterbreitete er der Marineführung ein Papier mit dem Titel "Organisation der U-Wesens".
Die ersten Besatzungen rekrutierten sich nur aus Freiwilligen, welche hauptsächlich von Torpedobooten kamen. 1910 meldeten sich allerdings zu wenige Freiwillige, weshalb finanzielle Zulagen und extra Urlaub als zusätzliche Anreize geschaffen wurden.
Das Offizierskader umfasste zu dieser Zeit lediglich sechs Kommandanten, drei Reservekommandanten sowie drei weitere zweite Offiziere. Eine eigene Schule für U-Boot-Offiziere existierte nicht.
Junge Fregattenleutnants wurden nach einer ärztlichen Untersuchung als zweiter Offizier in einen Reservestab eingeteilt. Sie nahmen an allen Fahrten des betreffenden Bootstyps teil und studierten am Nachmittag Theorie unter Anleitung eines Reservekommandanten. Wenn sich die Gelegenheit ergab, wurde der Fregattenleutnant als zweiter Offizier eingeschifft. Der zweite Offizier war sodann Anwärter auf den Posten eines Reservekommandanten. Bei Mannschaften war die theoretische und praktische Ausbildung ähnlich.
Offiziell wurde die „Unterseebootstation Pola“ am 24. Januar 1909 eingerichtet. Zu ihrem Kommandanten wurde Linienschiffsleutnant Erich Heyssler, welcher einen Stab von vier Offizieren und einem Techniker hatte. Stationiert waren alle auf dem ausrangierten Panzerschiff Juan d’Austria. Das Bergungsschiff Gigant sowie das Torpedo-Depotschiff Pelikan wurden der Station zugeteilt, wobei letzteres auch zum U-Boot-Mutterschiff ausgerüstet wurde. Am 1. Februar 1912 wurde Linienschiffsleutnant Erich Heyssler durch Korvettenkapitän Franz Ritter von Thierry abgelöst.
Nach der Schaffung der Stelle eines Flotteninspektors versuchte der Kommandant der Unterseebootstation bei diesem das Interesse für die Unterseeboote zu wecken. Nach mehreren Referaten willigte der Flotteninspektor ein, an einer Unterseebootfahrt an Bord von U 5 teilzunehmen. Diese dreistündige Demonstrationsfahrt wurde im Rayon westlich von Brioni abgehalten, dem Inspektor wurden die Funktionsweise der Motoren und der Ablauf eines Tauchmanövers erklärt. Es wurde eine einstündige Tauchfahrt mit wechselnden Tiefen sowie die Scheinlancierung eines Torpedos durchgeführt. Die Kürze, Lautlosigkeit und Präzision bei der Abgabe und Durchführung von Befehlen erweckte großes Interesse, sodass Admiral Anton Haus nur Positives berichten konnte.
Auf die Inselgruppe Brioni, welche Pola vorgelagert ist, wurde ab Sommer 1914 ein Großteil der U-Boote verlegt. Die touristische Infrastruktur war hier zusammengebrochen und so konnten die leerstehenden Hotels für die Besatzungen der U-Boote genutzt werden. Im Hafen war Platz für alle U-Boote der k.u.k. Marine. Das Torpedo-Depotschiff SMS Pelikan wurde ebenfalls hier vertäut.
Hier wurden die Besatzungen der U-Boote ausgebildet, während Pola für die Ausrüstung und die Reparatur verantwortlich war.
Ab Ende September 1914 entstand mit der Verlegung von U 3 und U 4 in die Bocce nahe dem Örtchen Gjenović ein U-Bootstützpunkt in der südlichen Adria. Das Torpedo-Depotschiff SMS Gäa wurde für diesen Zweck am 29. Juli 1914 hierher verlegt.
Am 1. Februar 1918 fand in der Nähe dieses Stützpunktes der Matrosenaufstand von Cattaro statt, an welchem auch die SMS Gäa beteiligt war.

## Der Erste Weltkrieg
Als der Erste Weltkrieg am 28. Juli 1914 ausbrach, trat die k.u.k. Marine nur mit sechs U-Booten in den Krieg ein. Von diesen waren U 1 und U 2 nicht einsatzbereit, da ein Motorenwechsel im Gange war. U 3 bis U 6 waren, laut Korvettenkapitän Franz Ritter von Thierry, einsatzbereit. Hierauf erhielt er den Befehl, ein weiteres U-Boot bei der Whitehead-Werft in Fiume zu bestellen, U 12. Dieses Boot wurde bereits im August 1914 in Dienst gestellt und war auch das Boot, welches im Dezember 1914 ein französisches U-Boot der Brumaire-Klasse, die Curie, erbeutete, welches später als U 14 in Dienst gestellt wurde.
Im März 1915 wurde die k.u.k. Marine von der kaiserlichen Marine gebeten, U-Boote ins östliche Mittelmeer zu entsenden, um die Türkei militärisch zu unterstützen. Da dies aufgrund der begrenzten Reichweite und des technischen Zustandes der vorhandenen U-Boote nicht möglich war, entsendeten die Deutschen U 21 ins Mittelmeer, wo es am 13. Mai 1915 ankam. Kurz danach wurde es als U 21 in Dienst gestellt und ging auf Feindfahrt in die Dardanellen.
Im weiteren Verlauf des Krieges wurden die deutschen Küsten-U-Boote des Typs UB I, UB 3, UB 7 und UB 8 per Eisenbahn nach Pola transportiert und dort zusammengebaut. Diese U-Boote liefen unter österreichisch-ungarischer Flagge, waren allerdings mit einer deutschen Mannschaft besetzt.
Die Gesamttonnage während des Krieges versenkter oder aufgebrachter Schiffe belief sich auf 220.421 BRT.

## Ende der U-Bootwaffe
Im Staatsvertrag von Saint-Germain-en-Laye, welcher den österreichischen Delegierten am 2. September 1919 zur Unterschrift vorgelegt und von diesen am 10. September 1919 unterschrieben wurde, regelten 27 alliierte und assoziierte Mächte das Ende Österreichs als Seemacht. Der Vertrag trat am 16. Juli 1920 in Kraft. Hier wurde im Artikel 138 die Übernahme aller U-Boote, welche schon 1918 übernommen wurden, geregelt, indem diese als ausgeliefert zu betrachten seien. Die U-Boote wurden in diesem Artikel separat erwähnt und an Frankreich und Italien ausgeliefert. Dies galt ebenso für die sich noch im Bau befindlichen U-Boote. Weiterhin wurde im Artikel 140 des Vertrages ausdrücklich darauf hingewiesen, dass der Bau und Erwerb von U-Booten, auch zu Handelszwecken, untersagt sei. Alle U-Boote wurden daraufhin, hauptsächlich in italienischen Werften, abgebrochen.
Zum Zeitpunkt des Waffenstillstandes befanden sich noch U 48 bis U 53 und U 101 bis U 110 im Bau. Von U 54 bis U 59 waren nur einzelne Komponenten fertiggestellt und von U 111 bis U 120 wurden nur Planungsnummern vergeben.

## Museale Rezeption

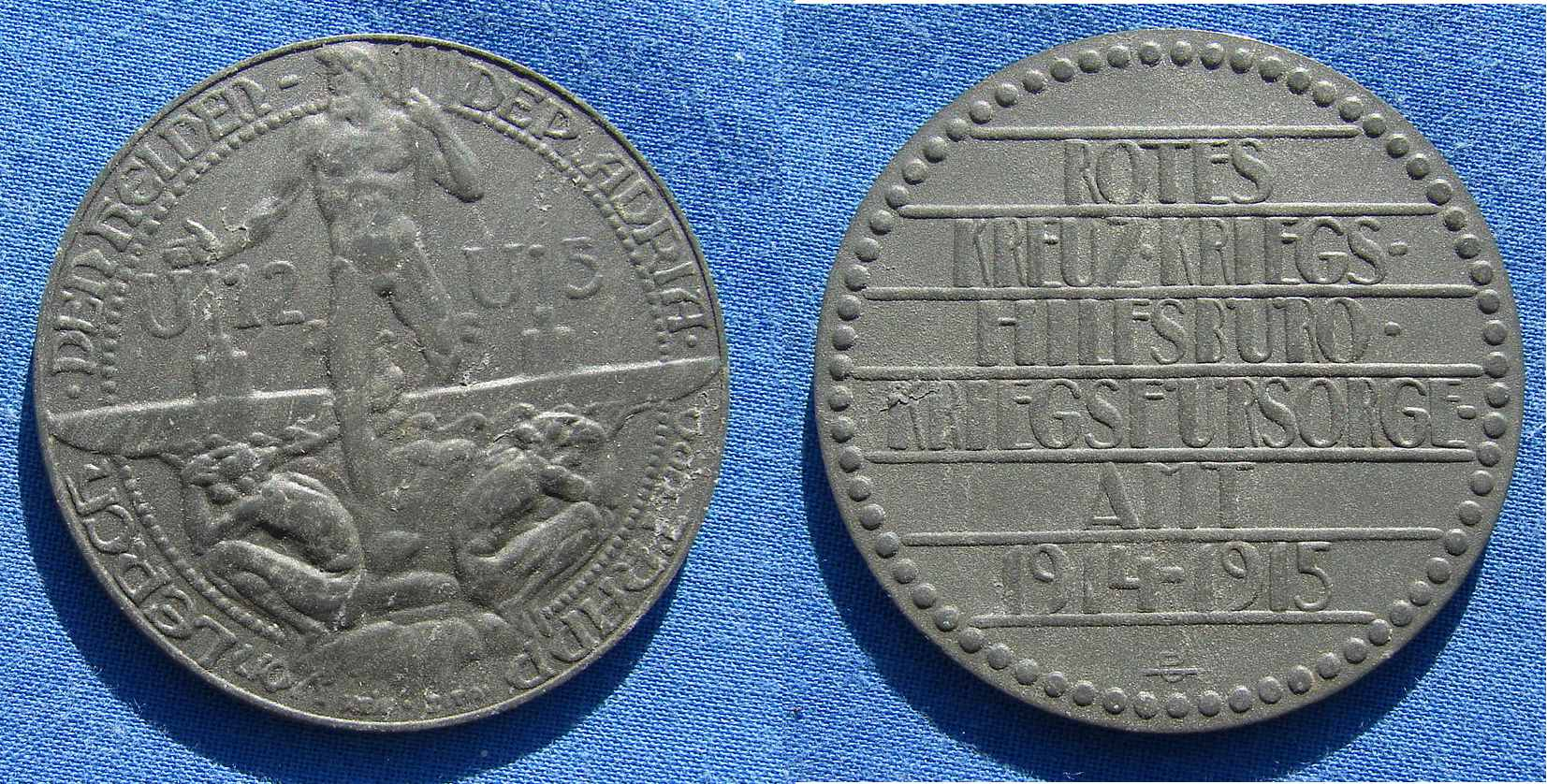
U 5 und U 12 auf österreichischer Medaille 1915 des Kriegsfürsorgeamtes

Die einzigen noch erhaltenen Fragmente eines U-Bootes der k.u.k. Marine befinden sich im Heeresgeschichtlichen Museum in Wien. Es handelt sich dabei um den Turm und das Druckkörperfragment von U 20, welches am 6. Juli 1918 im Bereich der Tagliamentomündung während des Aufladens seiner Akkumulatoren und der damit verbundenen Manövrierunfähigkeit von einem italienischen U-Boot angegriffen und versenkt wurde. Im Lauf der Zeit schwemmte der Tagliamento sehr viel Flusssand an, der das Wrack des Bootes immer mehr hob und dadurch die Fischerei und die Schifffahrt in der Tagliamentomündung behinderte. 1962 entschloss sich daher die Republik Italien, das Wrack zu bergen, wobei dieses bei der Hebung an den Stellen, wo Torpedos getroffen hatten, auseinanderbrach. Der Turm und Teile des Druckkörpers wurden der Republik Österreich übergeben, restauriert und im Heeresgeschichtlichen Museum ausgestellt. Die wenigen menschlichen Überreste, die bei der Bergung des Wracks zu Tage traten, wurden dem Österreichischen Bundesheer übergeben, mittels Steyr-Puch Haflinger nach Wiener Neustadt gebracht und auf dem Friedhof der Theresianischen Militärakademie in einem Ehrengrab beigesetzt.
2012 erhielt das Heeresgeschichtliche Museum ein Konvolut an Fotografien, welche die Bergung des U-Bootes im Jahr 1962 dokumentieren, eine Auswahl davon ist im Bereich des U-Bootes ausgestellt. Darüber hinaus sind auch aus U 20 geborgene Relikte und Ausrüstungsgegenstände der Besatzungsmitglieder zu sehen.

## Liste der U-Boote

### Legende
- † = durch Feindeinwirkung zerstört
- ? = im Einsatz vermisst
- § = vom Feind aufgebracht, gekapert oder erbeutet
- × = Unfall oder selbst versenkt
- A = Außerdienststellung (verschrottet, abgewrackt oder einer anderen Verwendung zugeführt)

Zu Beginn des Ersten Weltkrieges waren die U-Boote der k.u.k. Kriegsmarine mit römischen Ziffern durchnummeriert, im Kriegsverlauf kam dann noch das „U“ hinzu. Später wurden arabische statt römischer Ziffern verwendet.
| Schiff   | Klasse                    | Kiellegung                | Stapellauf                 | Indienststellung   | Außerdienststellung | Bemerkung |
| -------- | ------------------------- | ------------------------- | -------------------------- | ------------------ | ------------------- | --- |
| U 1      | Lake Boot                 | 2. Juli 1907              | 10. Februar 1909           | 15. April 1911     | § 1919              | In Pola interniert, an Italien ausgeliefert und abgewrackt |
| U 2      | Lake Boot                 | 18. Juli 1907             | 3. April 1909              | 3. April 1911      | § 1919              | In Pola interniert, an Italien ausgeliefert und abgewrackt |
| U 3      | U 3 – U 4                 | 12. März 1907             | 20. August 1908            | 12. September 1909 | † 13. August 1915   | Bei Montenegro vom französischen Zerstörer Bisson versenkt |
| U 4      | U 3 – U 4                 | 12. März 1907             | 20. November 1908          | 29. August 1909    | § 1919              | Versenkte den italienischen Panzerkreuzer Giuseppe Garibaldi am 18. Juli 1915, in Fiume interniert, an Italien ausgeliefert und abgewrackt |
| U 5      | U 5 – U 6 Holland-Entwurf | 9. April 1908             | 10. Februar 1909           | 1. April 1910      | § 1919              | Versenkte den französischen Panzerkreuzer Léon Gambetta am 27. April 1915, in Venedig interniert und abgewrackt |
| U 6      | U 5 – U 6 Holland-Entwurf | 21. Februar 1908          | 12. Juni 1909              | 1. Juli 1910       | † 13. Mai 1916      | Verfing sich in einem Netz und wurde versenkt |
| U 7      | U 66 – U 70, Typ 506d     | 1. November 1913          | 22. April 1915             |                    | A                   | An Deutschland: U 66 |
| U 8      | U 66 – U 70, Typ 506d     | 1. November 1913          | 15. Mai 1915               |                    | A                   | An Deutschland: U 67 |
| U 9      | U 66 – U 70, Typ 506d     | 31. Dezember 1913         | 1. Juni 1915               |                    | A                   | An Deutschland: U 68 |
| U 9 (I)  | U 66 – U 70, Typ 506d     | 3. November 1914          | 5. März 1915               | 1. Mai 1915        | A                   | Ab 24. März 1915 als UB 3 im deutschen Dienst; ab 1. Mai als U 9 getarnt dem k.u.k.-Dienst im Mittelmeer unterstellt und verschollen |
| U 10     | U 66 – U 70, Typ 506d     | 7. Okt. oder 1. Nov. 1914 | 29. Jan. oder 2. Feb. 1915 | August 1915        | A 9. Juli 1918      | Ab 29. Januar bis 12. Juli 1915 erst als UB 1 im deutschen Dienst; danach im k.u.k-Dienst im Mittelmeer; durch Mine kampfunfähig |
| U 10 (I) | U 66 – U 70, Typ 506d     |                           |                            | 24. Juni 1915      | A                   | An Deutschland: U 69 |
| U 11     | UB I                      | 11. Februar 1914          | 20. Juli 1915              | 1915               | § 1919              | Interniert in Pola, an Italien ausgeliefert und abgewrackt |
| U 12     | Holland Boot              |                           | 21. März 1911              | 21. August 1914    | † 8. August 1915    | Detonation einer Mine bei Venedig |
| U 14     | Brumaire-Klasse           | 18. Juli 1912             |                            | 1. Juni 1915       | § 1918              | Das ursprünglich französische U-Boot Curie (Q 87) sank am 20. Dezember 1914 beim Eindringen in die Marinebasis Pola, wurde gehoben und von der Österreichischen Marine als SM U 14 in Dienst gestellt; bei Kriegsende wieder an Frankreich ausgeliefert |
| U 15     | UB I                      | 1. April 1915             |                            | 6. Oktober 1915    | § 1919              | Interniert in Pola, an Italien ausgeliefert und abgewrackt |
| U 16     | UB I                      |                           |                            | 6. Oktober 1915    | † 17. Oktober 1916  | Bei Torpedierung des italienischen Zerstörers Nembo durch dessen explodierende Wasserbomben versenkt |
| U 17     | UB I                      |                           |                            | 6. Oktober 1915    | § 1919              | Interniert in Pola, an Italien ausgeliefert und abgewrackt |
| U 20     | Havmanden-Klasse          | 29. September 1915        | 18. September 1916         | 20. Oktober 1917   | † 6. Juli 1918      | Von italienischem U-Boot versenkt; 1962 gehoben, Bestattung der Besatzung im Friedhof der Theresianischen Militärakademie in der Wiener Neustadt; Turm im Wiener Heeresgeschichtlichen Museum                                                           |
| U 21     | Havmanden-Klasse          | 29. März 1905             | 15. August 1916            | 15. August 1917    | § 1919              | In Venedig interniert und abgewrackt |
| U 22     | Havmanden-Klasse          | 29. März 1905             | 27. Januar 1917            | 23. November 1917  | § 1919              | Interniert in Kotor, an Frankreich ausgeliefert und abgewrackt |
| U 23     | Havmanden-Klasse          | 8. Dezember 1915          | 5. Januar 1917             | 25. November 1917  | † 21. Februar 1918  | Vom Italienischen Torpedoboot Airone versenkt |
| U 27     | UB II                     | 25. Mai 1916              | 19. Oktober 1916           | 24. Februar 1917   | § 1919              | Interniert in Pola, an Italien ausgeliefert und abgewrackt |
| U 28     | UB II                     | 28. Juni 1916             | 8. Januar 1917             | 26. Mai 1917       | § 1919              | In Venedig interniert und abgewrackt |
| U 29     | UB II                     | 3. März 1916              | 21. Oktober 1916           | 21. Januar 1917    | x 1919              | In Kotor interniert, bei der Überführung nach Frankreich gesunken |
| U 30     | UB II                     | 9. März 1916              | 27. Dezember 1916          | 17. Februar 1917   | ? April 1917        | Zwischen der Adria und dem Mittelmeer verschollen |
| U 31     | UB II                     | 4. Juli 1916              | 20. März 1917              | 24. April 1917     | § 1919              | Interniert in Kotor, an Frankreich ausgeliefert und abgewrackt |
| U 32     | UB II                     | 18. Juli 1916             | 11. Mai 1917               | 29. Juni 1917      | § 1919              | Interniert in Pola, an Italien ausgeliefert und abgewrackt |
| U 40     | UB II                     | 8. September 1916         | 21. April 1917             | 4. August 1917     | § 1919              | In Venedig interniert und abgewrackt |
| U 41     | UB II                     | 20. November 1916         | 11. November 1917          | 19. Februar 1918   | § 1919              | Interniert in Kotor, an Frankreich ausgeliefert und abgewrackt |
| U 43     | UB II                     |                           | 8. April 1916              | 30. Juli 1917      | § 1919              | Ehemaliges deutsches UB 43, interniert in Kotor, an Frankreich ausgeliefert und abgewrackt |
| U 47     | UB II                     |                           | 17. Juni 1916              | 30. Juli 1917      | § 1919              | Ehemaliges deutsches UB 47, interniert in Kotor, an Frankreich ausgeliefert und abgewrackt |

Zum Zeitpunkt des Waffenstillstandes befanden sich noch U 48 bis U 53 und U 101 bis U 110 im Bau. Von U 54 bis U 59 waren nur einzelne Komponenten fertiggestellt und von U 111 bis U 120 wurden nur Planungsnummern vergeben.